# Costus maculatus
Costus maculatus là một loài thực vật có hoa trong họ Costaceae. Loài này được Roscoe mô tả khoa học đầu tiên năm 1825.